# Russkaya tsvetnaya bolonka
Russkaya Tsvetnaya Bolonka er en hunderace - kaldet Russisk Bolonka eller bare Bolonka.[kilde mangler]
Racen stammer fra Rusland og hedder på (russisk: Pусская цветная болонка), der betyder "Russisk Farvet Skødehund".[kilde mangler] Racen er en selskabshund.
Racen må ikke forveksles med Bolonka Zwetna, som er en tysk udgave af den originale race.[kilde mangler]

## Historie

### Internationalt
Bolonka kan føres tilbage til Napoleons tid, hvor man i Rusland primært havde store arbejdshunde og ingen små hunde, som egnede sig som selskabshunde. Derfor genoptog man den lille kejserlige skødehund og forfinede den til dét, den er i dag.
Et omfattende avlsarbejde har medført, at racen nu fremstår udpræget ensartethed. Man arbejder pt. i Rusland på, at få racen godkendt hos Fédération Cynologique Internationale (FCI).

### Danmark
Racen er blevet stambogsregistreret i Dansk Kennel Klub`s X-register siden 1. januar 2013 og kan udstilles i Danmark
Den første Bolonka kom til Danmark i 2006 (Nordjylland), men først i 2013 kom nr. 2 (Fyn) og nr. 3 (Nordjylland). To af hundene var de første, der blev udstillet på nationale hundeudstillinger i Danmark. Herefter gik det stille og roligt frem med racen, og der er pr. ultimo februar 2020 et par hundrede RTB´er i Danmark. 
Der er pr. ultimo februar 2020 blot 7 DKK-registrerede opdrættere af racen, så det er fortsat begrænset, hvor mange hvalpe der fødes indlands og dermed er det ikke den nemmeste opgave at finde sig en hvalp. 

## Eksteriør
Højde og vægt: Den internationale standard tilstræber 20 – 26 cm (målt fra gulv til skulder) og 3 – 4 kg. Øjnene skal være runde, svare til pelsfarven, være fremadrettet og ikke udstående. Pigmentering på snude og om øjne skal svare til pelsfarven. Sorte og brune Bolonka`er har mindre hår omkring øjnene, hvorfor deres øjne virker anderledes end hos fx zobel-farvet. Denne har sort pigmentering og typisk "øjenvipper".[kilde mangler]
Pelsen skal være lang på hele kroppen - også på ben og poter. Strukturen er krøllet eller bølget og føles silke- eller bomuldsagtig.
Det er en intelligent, glad, og omgængelig race. Egnet til alle typer familier eller enlige. Racen kræver normalvis en ugentlig børstning afhængig af dens omgivelser og aktivitetsniveau. Den kræver et minimum af motion men har et behov for daglig stimuli, så den holdes mentalt sund.[kilde mangler]
Farver: Alle farver er tilladt bortset fra hvid og merle. Nogle Bolonkaer fødes med en ganske mørk pelsfarve, som med tiden lysner i større eller mindre grad. Selv en hvalp, der fødes sort, kan ende op med en helt lysgrå farve og en mørkbrun kan ende op med en lys støvet kaffe latte farve. Hvalpene farvebestemmes i ugerne efter fødslen og det er denne, der registreres i DKK-stambogen og som bliver oplyst ved fremtidige FCI-udstillinger. En helt lys nuance der senere kan tolkes som en skygge af hvid, er ikke at foretrække, da hunden kan risikere at blive diskvalificeret på en given FCI-udstilling.

## Temperament
Russkaya Tsvetnaya Bolonka er en intelligent race med mildt temperament, som holder tæt kontakt til ejeren.